# Jan Karták
Jan Karták (2. června 1895 Soběslav – 7. října 1980 Říčany) byl český malíř, grafik, knihovník a pedagog.

## Životopis
Narodil se 2. června 1895 v jihočeském městě Soběslav. V roce 1924 začal učit na měšťanské škole v Českém Krumlově, která byla zřízena pět let předtím. V roce 1926 byl pověřen knihovníkem města. V knihovně pracoval až do roku 1951. V roce 1935 se stal ředitelem místní školy. Ve funkci zůstal tři roky, než byl nucen rezignovat a město opustit. Za války se stal historicky prvním ředitelem borovanské školy.
Po druhé světové válce se vrátil do Českého Krumlova a znovu se stal ředitelem místní školy. Post zastával do roku 1948, kdy se stal ředitelem krumlovské střední školy. Byl činovníkem Národní jednoty pošumavské.
V 50. letech 20. století odešel do Říčan, kde učil až do odchodu do penze. Zemřel 7. října 1980 v Říčanech. Bylo mu 85 let. Jeho syn Jan Karták mladší se stal profesorem na ČVUT.